# Jâlons

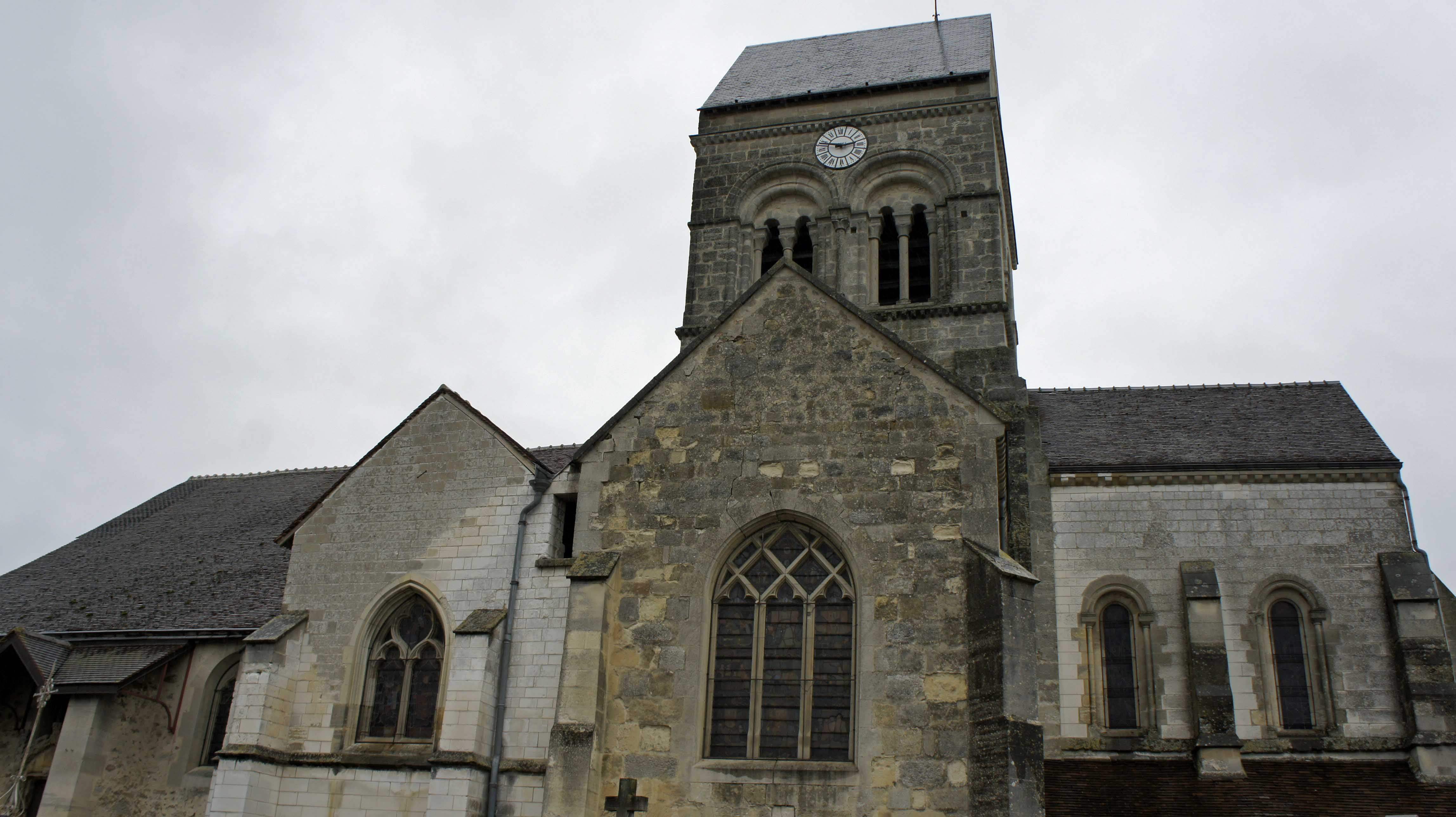
Kerk

Jâlons is een gemeente in het Franse departement Marne (regio Grand Est) en telt 585 inwoners (2005). De plaats maakt deel uit van het arrondissement Châlons-en-Champagne.

## Geografie
De oppervlakte van Jâlons bedraagt 10,4 km², de bevolkingsdichtheid is 56,2 inwoners per km².
De onderstaande kaart toont de ligging van Jâlons met de belangrijkste infrastructuur en aangrenzende gemeenten.

## Demografie
Onderstaande figuur toont het verloop van het inwonertal (bron: INSEE-tellingen).